# Peter Broadbent (fotbollsspelare)

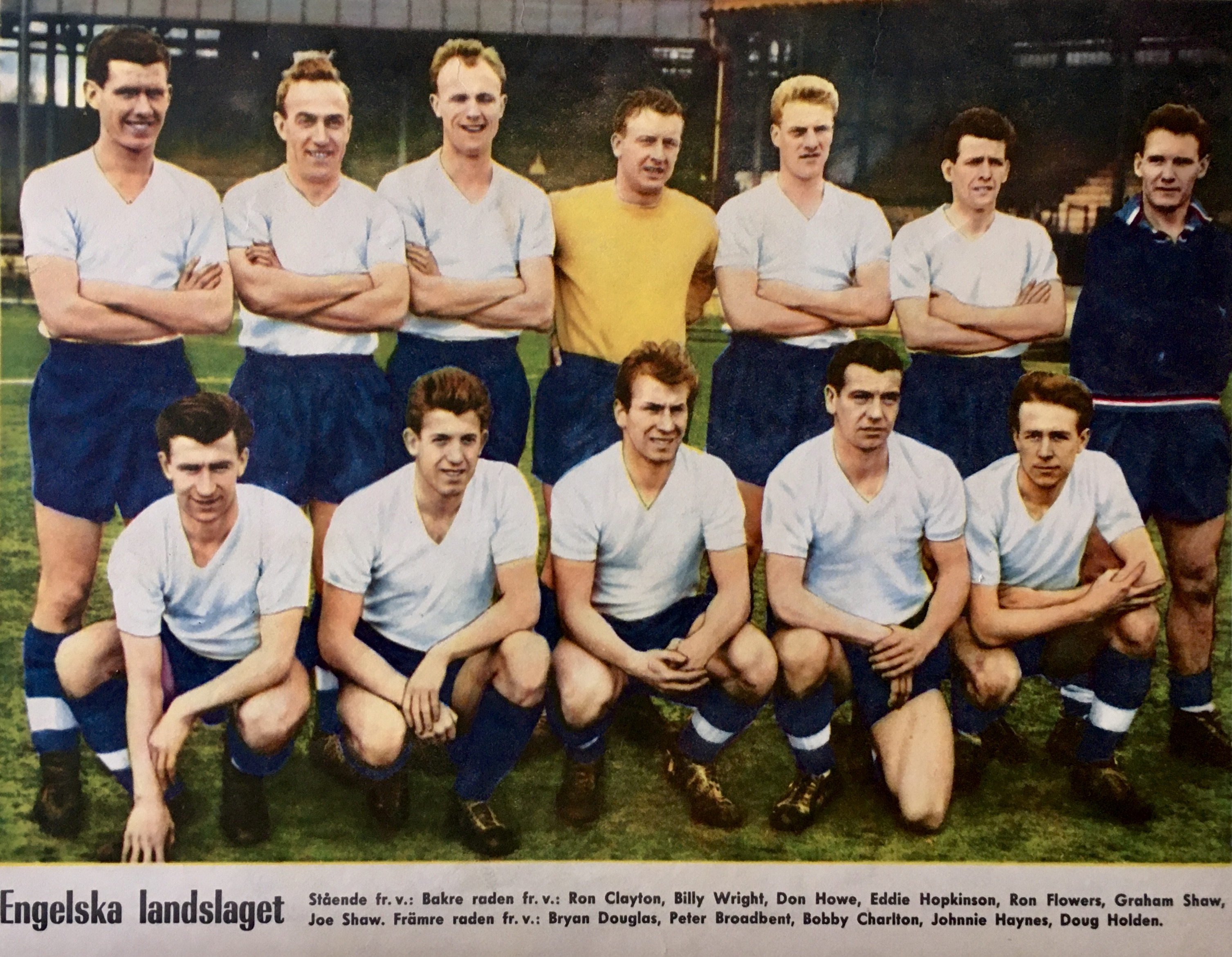
Englands vinnande lag mot Skottlands herrlandslag i fotboll på Empire Stadium, London den 11 april 1959. Från vänster, stående: Ronnie Clayton, Billy Wright (kapten), Don Howe, Eddie Hopkinson, Ron Flowers, Graham Shaw, Joe Shaw; främre raden: Bryan Douglas, Peter Broadbent, Bobby Charlton, Johnny Haynes och Doug Holden.

Peter Frank Broadbent, född 15 maj 1933 i Elvington, Kent, död 1 oktober 2013 i Himley, Staffordshire, var en engelsk fotbollsspelare. 
Redan som sjuttonåring blev han proffs i Brentford där han hann spela 16 matcher innan några av de större klubbarna fick upp ögonen för honom. Den dragkampen vann  Wolverhampton Wanderers som köpte honom för 10.000£ i februari 1951. 
Det tog sedan bara en månad innan han hade tagit en plats i A-laget. Den behöll han sedan säsongen ut. Året därpå började han i reservlaget, men efter halva säsongen återtog han sin plats i representationslaget. Denna plats behöll han ända till 1965 när han lämnade klubben.
Han kom sedan att spela för Shrewsbury Town FC, Aston Villa FC, Stockport och Bromsgrove Rovers FC innan han lade fotbollsskorna på hyllan. 
Därefter öppnade han en barnklädesaffär som han drev framgångsrikt i många år innan han pensionerade sig. 
Han gjorde sju matcher för det engelska landslaget och gjorde Englands båda mål mot Wales 28 november 1958.

## Meriter
Wolverhampton Wanderers
- Engelsk mästare: 1954, 1958, 1959
- FA-cupen: 1960